# Chédigny
Chédigny és un municipi francès, situat al departament de l'Indre i Loira i a la regió de Centre – Vall del Loira. L'any 2007 tenia 529 habitants.

## Demografia

### Població
El 2007 la població de fet de Chédigny era de 529 persones. Hi havia 232 famílies, de les quals 72 eren unipersonals (24 homes vivint sols i 48 dones vivint soles), 72 parelles sense fills, 48 parelles amb fills i 40 famílies monoparentals amb fills.
La població ha evolucionat segons el següent gràfic:
Habitants censats

### Habitatges
El 2007 hi havia 283 habitatges, 234 eren l'habitatge principal de la família, 44 eren segones residències i 5 estaven desocupats. 276 eren cases i 7 eren apartaments. Dels 234 habitatges principals, 183 estaven ocupats pels seus propietaris, 44 estaven llogats i ocupats pels llogaters i 7 estaven cedits a títol gratuït; 1 tenia una cambra, 16 en tenien dues, 50 en tenien tres, 66 en tenien quatre i 101 en tenien cinc o més. 195 habitatges disposaven pel capbaix d'una plaça de pàrquing. A 104 habitatges hi havia un automòbil i a 105 n'hi havia dos o més.

### Piràmide de població
La piràmide de població per edats i sexe el 2009 era:
| Homes | Edats   | Dones |
| ----- | ------- | ----- |
| 0     | 95 o +  | 0     |
| 4     | 90 a 94 | 0     |
| 0     | 85 a 89 | 4     |
| 4     | 80 a 84 | 4     |
| 12    | 75 a 79 | 8     |
| 32    | 70 a 74 | 12    |
| 12    | 65 a 69 | 28    |
| 8     | 60 a 64 | 8     |
| 12    | 55 a 59 | 8     |
| 12    | 50 a 54 | 12    |
| 20    | 45 a 49 | 4     |
| 16    | 40 a 44 | 16    |
| 12    | 35 a 39 | 16    |
| 16    | 30 a 34 | 8     |
| 12    | 25 a 29 | 20    |
| 8     | 20 a 24 | 4     |
| 12    | 15 a 19 | 12    |
| 16    | 10 a 14 | 16    |
| 16    | 5 a 9   | 12    |
| 8     | 0 a 4   | 8     |

## Economia
El 2007 la població en edat de treballar era de 326 persones, 266 eren actives i 60 eren inactives. De les 266 persones actives 239 estaven ocupades (117 homes i 122 dones) i 27 estaven aturades (11 homes i 16 dones). De les 60 persones inactives 20 estaven jubilades, 19 estaven estudiant i 21 estaven classificades com a «altres inactius».

### Ingressos
El 2009 a Chédigny hi havia 234 unitats fiscals que integraven 524,5 persones, la mediana anual d'ingressos fiscals per persona era de 18.034 €.

### Activitats econòmiques
Dels 31 establiments que hi havia el 2007, 2 eren d'empreses alimentàries, 4 d'empreses de fabricació d'altres productes industrials, 6 d'empreses de construcció, 4 d'empreses de comerç i reparació d'automòbils, 2 d'empreses de transport, 2 d'empreses d'hostatgeria i restauració, 1 d'una empresa financera, 3 d'empreses immobiliàries, 3 d'empreses de serveis, 1 d'una entitat de l'administració pública i 3 d'empreses classificades com a «altres activitats de serveis».
Dels 6 establiments de servei als particulars que hi havia el 2009, 1 era un guixaire pintor, 2 fusteries, 2 lampisteries i 1 electricista.
L'únic establiment comercial que hi havia el 2009 era una fleca.
L'any 2000 a Chédigny hi havia 21 explotacions agrícoles que ocupaven un total de 1.606 hectàrees.

## Equipaments sanitaris i escolars
El 2009 hi havia una escola maternal integrada dins d'un grup escolar amb les comunes properes formant una escola dispersa.

## Poblacions més properes
El següent diagrama mostra les poblacions més properes.